# Mesoleius articularis
Mesoleius articularis là một loài tò vò trong họ Ichneumonidae.